# The Gentlemen (serie televisiva)
The Gentlemen è una serie televisiva britannica di Netflix del 2024, creata da Guy Ritchie e spin-off dell'omonimo film dello stesso Ritchie.

## Trama
Mentre è in missione in Siria, sul confine con la Turchia come militare ONU, Edward Horniman inaspettatamente eredita una tenuta di 15.000 acri (6.000 ettari) ed il titolo di Duca di Halstead, dopo la morte del padre di cui è in realtà il secondogenito.
 Viene così a sapere che la proprietà è diventata parte di un impero criminale, basato sulla coltivazione di marijuana, gestito da Susie Glass. Dovrà sopravvivere in un mondo pieno di strani e pericolosi personaggi, cercando di proteggere la sua proprietà ed i suoi bizzarri parenti.

## Episodi
| Stagione       | Episodi | Prima TV Regno Unito | Prima TV Italia |
| -------------- | ------- | -------------------- | --------------- |
| Prima stagione | 8       | 2024                 | 2024            |

## Personaggi e interpreti

### Personaggi principali
- Edward "Eddie" Horniman (stagioni 1-in corso), interpretato da Theo James, doppiato da Gianfranco Miranda.
- Susan "Susie" Glass, interpretata da Kaya Scodelario, doppiata da Letizia Ciampa.
- Lord Frederick "Freddy" Horniman, interpretato da Daniel Ings, doppiato da Gabriele Sabatini.
- Lady Sabrina Horniman, interpretata da Joely Richardson, doppiata da Alessandra Korompay.
- Geoffrey "Geoff" Seacombe, interpretato da Vinnie Jones, doppiato da Gianluca Tusco.
- James "Jimmy" Chong, interpretato da Michael Vu, doppiato da Jacopo Venturiero.

### Personaggi secondari
- Archibald Horniman, interpretato da Edward Fox, doppiato da Gianni Giuliano.
- Peter Spencer-Forbes / Sticky Pete, interpretato da Joshua McGuire, doppiato da Emiliano Reggente.
- Stanley Johnston, interpretato da Giancarlo Esposito, doppiato da Paolo Marchese.
- Charlotte "Charly" Horniman, interpretata da Jasmine Blackborow, doppiata da Ughetta D'Onorascenzo.
- Robert "Bobby" Glass, interpretato da Ray Winstone, doppiato da Ennio Coltorti.
- Max Bassington, interpretato da Freddie Fox, doppiato da Alessio Puccio.
- John "Il Vangelo" Dixon[N 1], interpretato da Pearce Quigley, doppiato da Massimo Giuliani.
- Florian De Groot, interpretato da Kristofer Hivju, doppiato da Massimo Bitossi.
- JP Ward, interpretato da Laurence O'Fuarain, doppiato da Simone Mori.
- Errol, interpretato da John McGrellis, doppiato da Luigi Ferraro.
- Jack Glass, interpretato da Harry Goodwins, doppiato da Alessandro Campaiola.
- Keith, interpretato da Mason Antonio Fardowe, doppiato da Alberto Angrisano.
- Blanket, interpretato da Logan Dean, doppiato da Stefano Thermes.
- Gabrielle, interpretato da Ruby Sear.
- Principessa Rosanne, interpretata da Gaia Weiss, doppiata da Mattea Serpelloni.
- Tommy Dixon, interpretata da Peter Serafinowicz, doppiato da Alessio Cigliano.
- Ahmed Iqbal, interpretato da Ranjit Krishnamma, doppiato da Stefano Benassi.
- Felix, interpretato da Dar Salim, doppiato da Raffaele Carpentieri.
- Jethro, interpretato da Josh Finan, doppiato da Mirko Cannella.
- Mercy Moreno, interpretata da Martha Millan, doppiata da Anna Cugini.
- Frank, interpretato da John Thomson, doppiato da Franco Mannella.
- Henry Collins, interpretato da Max Beesley, doppiato da Francesco De Francesco.

## Distribuzione
Netflix annuncia che il 7 marzo 2024 avrebbe pubblicato la premiére della stagione, promessa poi mantenuta oltre ogni aspettativa, in quanto il 7 marzo 2024 Netflix pubblica contemporaneamente tutti gli episodi della prima stagione in tutte le lingue in cui il servizio streaming è disponibile, italiano compreso.
Oltre alla prima stagione, è stata annunciata e confermata una seconda stagione che sarà girata nel 2025.